# 蔡曾源 (乾隆進士)
蔡曾源（?—?），四川崇宁县（今成都郫都区）人。清朝政治人物、书画家。
乾隆三十九年（1774年）中举人，四十五年（1780年）成进士。选翰林院庶吉士。未散馆，即授山西翼城县知县。后卒于家。有《吕桥诗草》行世。善画，写兰竹、疏影、斜阳，笔法逼真。《益州书画录》、《蜀画史稿》及《崇宁县志》皆有传。